# Maksim Bartolj
Maksim Bartolj (1º maggio 2003) è un saltatore con gli sci sloveno.

## Biografia
Attivo dal gennaio del 2019, Bartolj ai Mondiali juniores di Zakopane/Lygnasæter 2022 ha vinto la medaglia d'argento nella gara a squadre mista e a quelli di Whistler 2023 la medaglia d'oro nella gara a squadre mista e quella di bronzo nella gara a squadre; in Coppa del Mondo ha esordito il 18 febbraio 2023 a Râșnov (20º dal trampolino normale) e ha conquistato il primo podio il giorno successivo nella gara a squadre dal trampolino normale disputata nella medesima località (2º). Non ha preso parte a rassegne olimpiche o iridate.

## Palmarès

### Mondiali juniores
- 3 medaglie:
  - 1 oro (gara a squadre mista a Whistler 2023)
  - 1 argento (gara a squadre mista a Zakopane/Lygnasæter 2022)
  - 1 bronzo (gara a squadre a Whistler 2023)

### Coppa del Mondo
- Miglior piazzamento in classifica generale: 58º nel 2024
- 1 podio (a squadre):
  - 1 secondo posto